# Wilma Alanoca
Wilma Alanoca, née le 5 juillet 1978 à La Paz en Bolivie, est une journaliste, présentatrice de télévision et femme politique bolivienne. 
Elle est membre du Mouvement pour le socialisme et ministre des Cultures et du Tourisme de 2017 à 2019, dans le gouvernement d'Evo Morales. 

## Biographie

### Jeunesse et formation
Antonia Wilma Alanoca Mamani naît le 5 juillet 1978 à La Paz, capitale de la Bolivie. Elle est une fille de Rosendo Alanoca, tailleur, et de Margarita Mamani.
Elle commence ses études primaires en 1984 à La Paz. Sa famille déménage ensuite en 1990 à El Alto. Elle y poursuit ses études au lycée jusqu'en 1996. Wilma Alanoca effectue ses études supérieures en communication sociale à l'Universidad Mayor de San Andrés (UMSA, Université supérieure de San Andrés), où elle obtient en 2009 son diplôme de journaliste.

### Carrière professionnelle
Wilma Alanoca commence sa carrière de journaliste dans les médias en 2004, en parallèle à ses études à l'université, en apparaissant dans l'émission Compartiendo la tarde (Partager l'après-midi) de la Continental Radio. Elle travaille ensuite à Radio Fides (es), puis dans l'émission Radio en Vivo avec le journaliste Andrés Rojas (es) avant de présenter les nouvelles sur la chaîne Unitepc, et plus tard sur Paceñísima de Televisión (Canal 33). Elle est également présente sur la chaîne officielle Bolivia TV avec un programme sur les petites entreprises appelé Pymes y Mypes. Wilma Alanoca travaille aussi comme animatrice radio sur Radio Integración à El Alto, avec son programme Dos horas con Wilma (Deux heures avec Wilma), ainsi que sur le canal régional 24 d'El Alto avec le programme Wilma y Usted (Wilma et toi). Elle devient temporairement directrice de la communication de l'entreprise COTEL (es).
Wilma Alanoca rejoint en 2011 la chaîne de télévision Red ATB, où elle commence par couvrir l'actualité locale d'El Alto, puis comme présentatrice des actualités. Elle travaille pour cette chaîne de télévision jusqu'en 2014.

### Carrière politique
Elle annonce en 2015 sa candidature pour le Mouvement vers le socialisme, le parti dirigé par Evo Morales. En mars 2015, elle est élue conseillère de l'opposition dans la ville d'El Alto. Elle est membre du conseil de 2015 à 2017.
Le président Evo Morales la nomme le 23 janvier 2017 ministre des Cultures et du Tourisme de Bolivie. Avec Mariana Prado et Ariana Campero, elle est l'une des trois plus jeunes ministres du troisième gouvernement du président Morales, qui s'efforce de renouveler son cabinet en incluant de nouvelles générations. Elle effectue en octobre 2017 une visite officielle en Espagne, où elle signe une série de protocoles d'accords avec l'Espagne et annonce la participation de la Bolivie aux principaux salons internationaux du tourisme.
Le 1er mars 2018, lors d'une livraison de gaz domestique à El Alto à l'occasion de son anniversaire, la ministre Wilma Alanoca est agressée verbalement par le président Morales. Il est durement critiqué pour dénigrer les femmes en disant : « Les habitants d'El Alto se multiplient, pas seulement parce qu'ils sont des petits lapins. Je ne veux pas vous déranger ; il faut demander à la sœur ministre [Wilma Alanoca] de contribuer à peupler El Alto – il y a un député de proximité, je pense ».
Comme ministre, elle reçoit à la fois des appréciations positives et négatives sur sa gestion. Les principales critiques portent sur son manque de soutien à la Foire internationale du livre de La Paz. Son soutien au Rallye Dakar pour la somme de 4 millions de dollars lui est également reproché, ainsi que son faible soutien à la communauté des artistes indépendants.
La candidature à sa réelection comme conseillère d'El Alto est annoncée le 29 décembre 2020, en tant que candidate du MAS pour les élections régionales boliviennes de 2021. Mais sa candidature est contestée le lendemain par le conseiller sortant, au motif qu'elle ne remplit pas les conditions de résidence pour se présenter, ayant vécu réfugiée à l'ambassade mexicaine de La Paz pendant presque un an. Sa candidature est également contestée par des membres du MAS qui ne veulent pas présenter une ancienne ministre alors que, pendant qu'elle était réfugiée, d'autres personnes ont résisté au gouvernement de transition d'El Alto. Le tribunal suprême électoral valide finalement sa candidature.